# Шевченкове (Пологівська міська громада)
Шевче́нкове — село в Україні, в Пологівському районі Запорізької області. Населення становить 737 осіб. До 2020 орган місцевого самоврядування — Тарасівська сільська рада.

## Географія
Село Шевченкове знаходиться за 1,5 км від лівого берега річки Мала Токмачка, примикає до села Басань. У селі бере початок балка Кам'яна. 

## Історія
- 1790 — дата заснування як села Петропавлівка
- В 1922 році перейменоване в село Шевченкове.
- 12 червня 2020 року, відповідно до розпорядження Кабінету Міністрів України № 713-р «Про визначення адміністративних центрів та затвердження територій територіальних громад Запорізької області», увійшло до складу Пологівської міської громади[1].
- 19 липня 2020 року, в результаті адміністративно-територіальної реформи та ліквідації  Пологівського(1923-2020) району увійшло до складу новоутвореного Пологівського району[2].

## Населення

### Мова
Розподіл населення за рідною мовою за даними перепису 2001 року:
| Мова            | Кількість | Відсоток |
| --------------- | --------- | -------- |
| українська      | 709       | 96.20%   |
| російська       | 25        | 3.39%    |
| інші/не вказали | 3         | 0.41%    |
| Усього          | 737       | 100%     |

## Об'єкти соціальної сфери
- Школа.
- Клуб.

## Уродженці
- Балака Іван Терентійович (1907—1978) — український літературознавець, доктор філологічних наук, професор.
- Гавриленко Віктор Семенович (1955) - вчений-біолог,еколог,   чільник заповідног комплексу в Аснвнії-Нова.